# چارلز بردلو
چارلز بردلو [ رَ ل َ ] (به انگلیسی: Charles Bradlaugh) (زاده ۲۶ سپتامبر ۱۸۳۳ - درگذشته ۳۰ ژانویه ۱۸۹۱) مصلح اجتماعی انگلیسی بود. وی در تحصیل حق رأی برای زنان و تشکیل اتحادیه‌های بازرگانی و کنترل آبستنی کوشش‌های بسیار کرد.
بردلو یکی از مهمترین بی‌خدایان انگلیسی سده ۱۹ بود. او انجمن سکولار ملی را در ۱۸۶۶ بنیان‌گذاری نمود. مهاتما گاندی او را یک خداباور و خداترس می‌داند و نه ملحد. چرا که او را یک فرد حقیقت‌ترس دانسته و در باور گاندی، حقیقت خداست.